# Muriel Robb
 Muriel Evelyn Robb  (Newcastle upon Tyne, Inglaterra, 13 de mayo de 1878-12 de febrero de 1907) fue una tenista británica, campeona individual de Wimbledon en la edición de 1902. También venció en los abiertos de Irlanda y de Abierto de Escocia, en la categoría individual en 1901, así como en el Abierto de Gales de 1899.

## Registro del Grand Slam

### Wimbledon
- Campeona individual: 1902

El partido con el que consiguió el título supuso un récord en la final individual femenina. En el primer día de juego el partido tuvo que interrumpirse con un resultado provisional de 4-6, 13-11 a favor de Robb. El juego se reanudó el día siguiente para finalizar con 7-5, 6-1.

## Finales individuales del Grand Slam

### Victorias
| Año  | Campeonato | Rival en la final       | Resultado |
| 1902 | Wimbledon  | Charlotte Cooper Sterry | 7–5, 6–1  |